# اولن (نروژ)
اُولن یک روستا۰ تابع شهرداری ویندافیورد  در استان روگالاند در کشور نروژ است. طبق تعریف آمار نروژ ، مساحت روستا۰ ۱٫۱ کیلومتر مربع است و در سال ۲۰۲۰ میلادی ۱٬۲۷۳ نفر جمعیت داشت.
اولن سابقاً جزئی از استان هوردالاند بود. در سال ۲۰۰۲ به استان روگالاند منتقل شد و تا سال ۲۰۰۶ مرکز اداری خود را داشت.  اما در سال ۲۰۰۶ میلادی  در شهرداری ویندافیورد ادغام شد و از آن تاریخ، مرکز اداری اولن، در شهرداری  ویندافیورد  قرار دارد.
این روستا و یا شهرک علاوه بر امکانات خدماتی و تجاری متنوع، دارای یک کشتارگاه بزرگ (Fatland AS) است.  شهر اولن دارای ساختمانهای قدیمی و ارزشمندی است.

## یادداشت
1. ↑   به نروژی:Ølen